# Касперович Дмитро Валерійович
Касперович Дмитро Валерійович (15 грудня 1976) — російський військовик, генерал-майор, командир 17-ї мотострілецької бригади. Учасник війни на сході України. Герой Російської Федерації.

## Життєпис
Народився 15 грудня 1976 року.

### Військова служба
У 2007 році — командир 191-го мотострілецького полку 201-ї військової бази в Таджикистані.

### Російсько-українська війна
12 серпня 2014 року підрозділи 17 ОМСБр, якою командував Дмитро Касперович, перейшли російсько-український кордон і вели бої під Сніжним, в районі Степанівки та Маринівки. 16 серпня Касперович дістав поранення. Згодом стало відомо, що він був нагороджений після цього званням Героя Російської Федерації.

## Нагороди
- Герой Російської Федерації (після 2014)[1][4][5]